# Franz Richau
Franz Richau (* 15. Dezember 1960 in Zürich) ist ein österreichischer Politiker (ÖVP), Bürgermeister der Marktgemeinde Rosegg sowie Polizeibeamter. Er war von 1995 bis 1999 Mitglied des österreichischen Bundesrates.

## Ausbildung und Beruf
Richau wuchs in Dieschitz auf, besuchte die Volksschule und absolvierte danach ein Gymnasium. Er erlernte in der Folge den Beruf des Elektroinstallateurs und besuchte die Berufsschule. Nachdem er den Präsenzdienst absolviert hatte, trat er 1980 in den Dienst der Bundesgendarmerie, wobei er beim Landesgendarmeriekommando für Kärnten eingesetzt wurde. Heute ist er Kommandant der Polizeiinspektion Villach Trattengasse.

## Politik und Funktionen
Richau wurde 1975 Mitglied der Jungen Volkspartei und zog 1985 als Mitglied in den Gemeinderat der Marktgemeinde Rosegg ein. Er wurde in der Folge 1991 zum Zweiten Vizebürgermeister von Rosegg gewählt und stieg in der Folge zum Bürgermeister auf. Bei der Gemeinderatswahl 2009 kam Richau mit seiner Liste BGM auf 34,4 % der Stimmen, wobei dies einen Verlust von 15,9 % der gültigen Stimmen bedeutete. Er selbst konnte sich in der Bürgermeisterdirektwahl 2009 hingegen im ersten Wahlgang mit 54,4 % durchsetzen. Er führt seit 2009 die Referate Finanzen, Wirtschaft, Personal, öffentliche Sicherheit, Umweltschutz, Feuerwehr, Wasser, öffentliche Gewässer und Müll. Innerparteilich übernahm Richau 1992 die Funktion des Bezirksparteiobmanns der ÖVP Villach-Land. Er wurde 1995 Mitglied der Mitgliederversammlung des Wasserversorgungsverbandes Faaker See-Gebiet, 1991 Mitglied des Vorstandes des Wasserversorgungsverbandes Faaker See-Gebiet und 1995 Mitglied des Volksgruppenbeirates für Slowenen beim Bundeskanzleramt. Des Weiteren fungierte er von 1987 bis 1991 als Mitglied des Dienststellenausschusses beim Bezirksgendarmeriekommando Villach.
Richau vertrat die Österreichische Volkspartei vom 25. Oktober 1995 bis zum 7. April 1999 im Österreichischen Bundesrat. Er war Mitglied im Ausschuss für Wissenschaft und Forschung, Mitglied im EU-Ausschuss, Mitglied Rechtsausschuss, Mitglied Unvereinbarkeitsausschuss, Mitglied im Ausschuss für Arbeit, Gesundheit und Soziales, Mitglied im Ausschuss für innere Angelegenheiten, Mitglied im Ausschuss für Wissenschaft und Verkehr, Mitglied im Justizausschuss und Mitglied im Landesverteidigungsausschuss.